# Lekton

Lekton est un terme grec ancien qui signifie « exprimable ». Inventé par le stoïcien Cléanthe au IIIe s. av. J-C, ce mot est formé à partir du verbe legein qui signifie « dire, nommer clairement, signifier ».

## Lelektondes Stoïciens
Dans la philosophie stoïcienne ancienne, le langage est constitué de trois éléments :
- le mot parlé (ce qu’on appelle aujourd’hui en linguistique le « signifiant »)
- la chose réelle (ce qu’on appelle aujourd’hui en linguistique le « référent »)
- et le lekton ou l’exprimable (ce qu’on appelle aujourd’hui en linguistique le « signifié »).

Mais tandis que les deux premiers sont corporels, le lekton, lui, est incorporel. Il désigne pour un stoïcien l’élément immatériel qui est signifié par un mot ou une phrase, c’est-à-dire le sens à l’état pur.